# کریم علاوی حمیدی
کریم علاوی حمیدی (عربی: كريم علاوي حميدي؛ زادهٔ ۱ ژوئیهٔ ۱۹۲۸) بازیکن فوتبال اهل عراق بود.
از باشگاه‌هایی که در آن بازی کرده‌است می‌توان به باشگاه ورزشی المینا اشاره کرد.
وی همچنین در تیم ملی فوتبال عراق بازی کرده‌است.